# 惠斯基福爾斯 (加利福尼亞州)
惠斯基福爾斯（英語：Whisky Falls）是位於美國加利福尼亞州馬德拉縣的一個非建制地區。該地的面積和人口皆未知。

## 地理
惠斯基福爾斯的座標為37°17′13″N 119°26′21″W / 37.28694°N 119.43917°W，而該地的平均海拔高度為1802米（即5912英尺）。